# A Merry Little Christmas (EP)
| Đánh giá chuyên môn | Đánh giá chuyên môn |
| Nguồn đánh giá      | Nguồn đánh giá      |
| Nguồn               | Đánh giá            |
| ------------------- | ------------------- |
| Allmusic            | [ 1 ]               |

A Merry Little Christmas là một đĩa mở rộng mang chủ đề Giáng sinh của ban nhạc đồng quê người Mỹ Lady Antebellum. Được phát hành vào ngày 12 tháng 10 năm 2010, EP chỉ được phát hành ở cửa hàng Mỹ Target. Trong EP có một ca khúc của riêng Lady Antebellum là "On This Winter's Night", còn các ca khúc còn lại đều là các ca khúc Giáng sinh nổi tiếng được ban nhạc thu âm lại như "All I Want for Christmas Is You" của Mariah Carey. Cả sáu ca khúc trong EP đều được xuất hiện sau đó trong album Giáng sinh đầu tiên của ban nhạc, On This Winter's Night, được phát hành vào cuối năm 2012.

## Danh sách ca khúc
| STT              | Nhan đề                                  | Sáng tác                                                 | Thời lượng |
| ---------------- | ---------------------------------------- | -------------------------------------------------------- | ---------- |
| 1.               | "Have Yourself a Merry Little Christmas" | Ralph Blane, Hugh Martin                                 | 4:12       |
| 2.               | "All I Want for Christmas Is You"        | Mariah Carey, Walter Afanasieff                          | 3:37       |
| 3.               | "Blue Christmas"                         | Billy Hayes, Jay W. Johnson                              | 3:29       |
| 4.               | "On This Winter's Night"                 | Hillary Scott, Charles Kelley, Dave Haywood, Tom Douglas | 4:03       |
| 5.               | "Let It Snow, Let It Snow, Let It Snow"  | Sammy Cahn, Jule Styne                                   | 2:33       |
| 6.               | "Silver Bells"                           | Jay Livingston và Ray Evans                              | 5:00       |
| Tổng thời lượng: | Tổng thời lượng:                         | Tổng thời lượng:                                         | 22:49      |

## Xếp hạng

### Xếp hạng tuần
| Bảng xếp hạng (2010)          | Vị trí cao nhất |
| ----------------------------- | --------------- |
| U.S. Billboard 200            | 12              |
| U.S. Billboard Country Albums | 4               |
| U.S. Billboard Holiday Albums | 1               |

### Xếp hạng cuối năm
| Bảng xếp hạng (2010)            | Vị trí |
| ------------------------------- | ------ |
| US Billboard Top Country Albums | 64     |